# Maniquí de Tutankamón

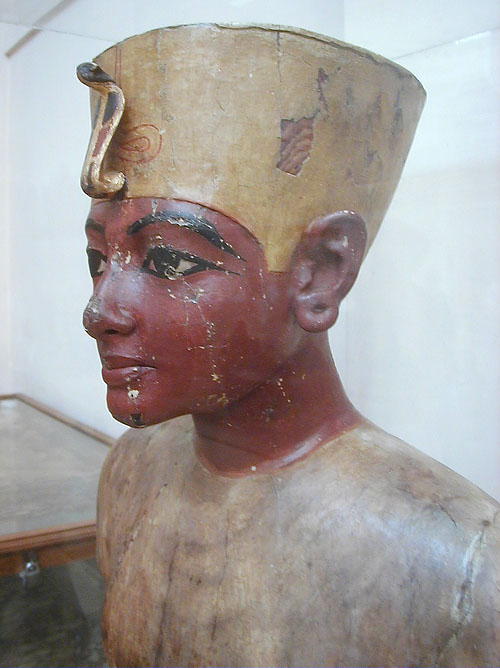
Imagen del maniquí de Tutankamón.
Museo Egipcio de El Cairo.

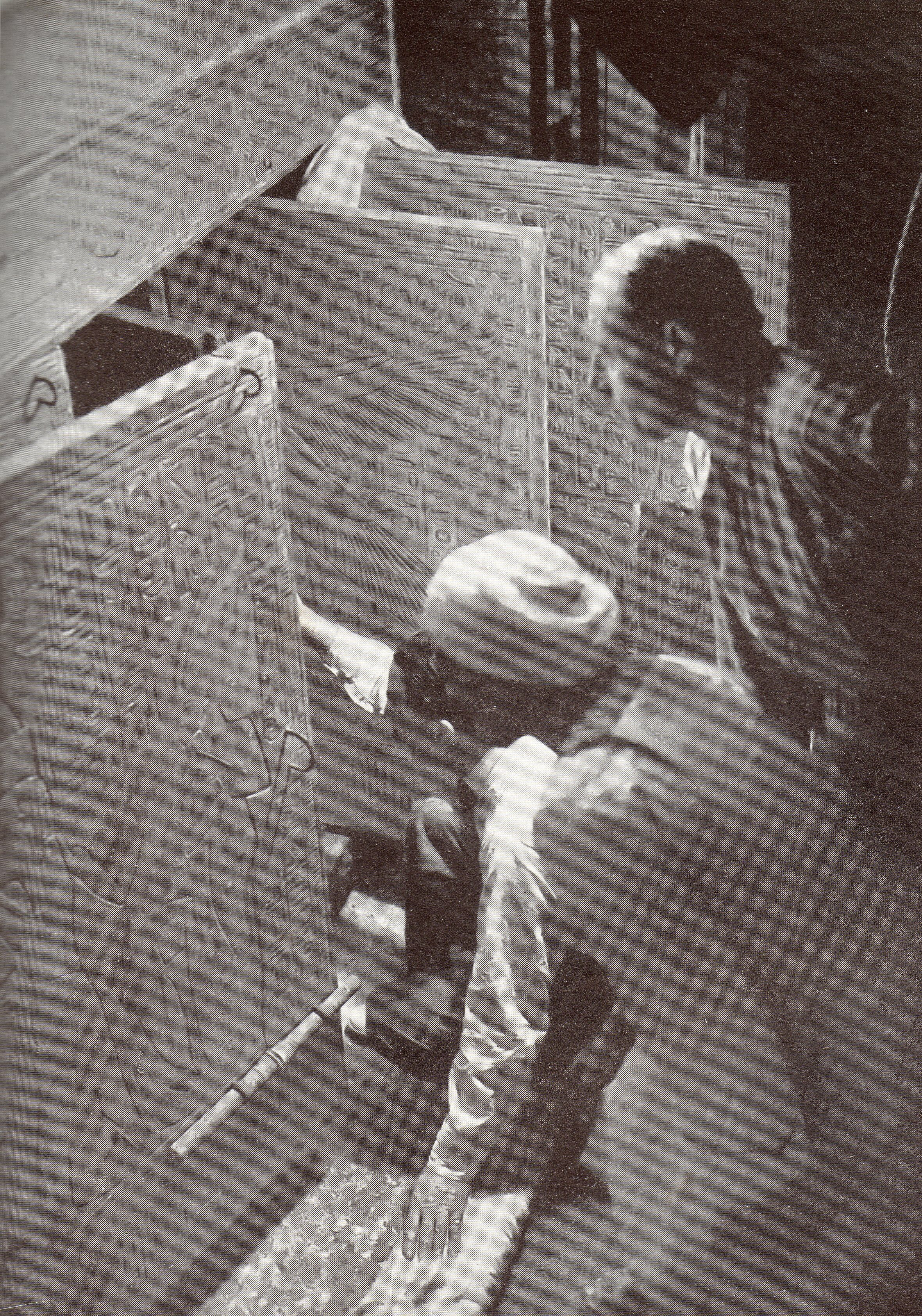
Momento de la apertura de la tumba de Tutankamón por parte de Howard Carter.

El Maniquí de Tutankamón es una figura elaborada en Egipto que forma parte del ajuar funerario de la tumba del faraón Tutankamón, descubierta en 1922 en el Valle de los Reyes.

## Hallazgo e historia
El maniquí fue hallado por el arqueólogo Howard Carter en el interior de la Tumba de Tutankamón, situada en el Valle de los Reyes a las afueras de Tebas, (Egipto), (única tumba real encontrada intacta en el Valle de los Reyes) y representa el rostro de Tutankamón, 'imagen viva de Amón', faraón perteneciente a la dinastía XVIII de Egipto, que reinó de 1336/5 a 1327/5 a. C.

## Conservación
- La figura se exhibe de forma permanente en el Museo Egipcio de El Cairo.

## Características
- Estilo: arte egipcio.
- Material: madera oscura policromada.
- Funciones: El maniquí se utilizaba para probar y sostener los vestidos del faraón.